# Личное (альбом Анны Седоковой)
Личное — дебютный студийный альбом украинской певицы Анны Седоковой. Альбом был выпущен на лейбле Believe Recordings 1 марта 2016 года.

## Об альбоме
«Личное» является первым альбомным релизом певицы, который был выпущен 1 марта 2016 года. В первый же день альбом занял первое место в топ - чарте ITunes и удерживал его в течение следующей недели. В альбом вошли не только треки, но и записи из её дневника, который Анна вела на протяжении 10 лет. Заглавной песней пластинки стала «О тебе» — автором и композитором трека выступила сама Седокова.

## Список композиций
| №   | Название                  | Длительность |
| --- | ------------------------- | ------------ |
| 1.  | «День первый без тебя»    | 0:34         |
| 2.  | «О тебе»                  | 5:03         |
| 3.  | «День второй без тебя»    | 0:49         |
| 4.  | «Я снова тебе поверю»     | 3:31         |
| 5.  | «День третий без тебя»    | 0:49         |
| 6.  | «Сердце в бинтах»         | 4:14         |
| 7.  | «День четвёртый без тебя» | 0:41         |
| 8.  | «Не скромничай»           | 3:05         |
| 9.  | «День пятый без тебя»     | 0:35         |
| 10. | «О тебе»                  | 5:03         |

## Критика
«Личное» получил, в целом, положительные отзывы от критиков. Критик «InterMedia» Алексей Мажаев поставил 3 звезды из 5 возможных. Также Алексей сообщил, что в дебютном альбоме Анны активно используются дневниковые записи. Они занимают на диске все пять нечётных треков и называются «День первый без тебя», «День второй без тебя» и т.д. Соответственно, песен тоже пять. Автор также высказал мнение, что Анна Седокова понимала, что за 11 лет сольной карьеры «набрать хороших на компакт» ей не удалось, поэтому и не стала выпускать обычный альбом. В связи с этим пластинка «Личное» стала очередной серией реалити-шоу из жизни исполнительницы. Рецензентом было отмечено, что в разговорной части альбома появляются реальные факты: «Так, «День второй без тебя» - это обращение к Максиму Чернявскому, отцу Моники, второй дочери Анны. Заодно Седокова рассказывает - не в первый раз, но звучит всё равно драматично, - о том, как её саму бросил личный отец. Про покойного отца старшей дочери певица не вспоминает, но тут уже легко додумать с помощью воображения. Таким образом, разговорные треки при всей их противоречивости катализируют интерес к песенному контенту альбома». Елена Лаптева из «Комсомольской правды» высоко отозвалась о релизе, охарактеризовав его как «альбом-исповедь». Автор отметила искренность певицы со слушателем и посчитала удачной «интимную» атмосферу пластинки, дополненную мрачным речитативом певицы в интро к трекам и видеорядом к песне «О тебе», по мнению рецензента, снятом «в стиле скандинавского нуара», добавив о нём, что он не имеет «никакого акцента на сексуальность» и это «приятно удивляет». «…в вечной теме „любовь-боль“ идёт речь в первую очередь о боли» — заключила автор. По мнению критика Седокова в своей работе «обнажила душу», что было оценено «голосующими рублём» пользователями ITunes.